# ティケ (小惑星)
ティケ (258 Tyche) は、火星と木星の間の小惑星帯にある、比較的大きなS型小惑星で、金属と珪酸塩によって構成されていると推測されている。ヴィンチェンツォ・ザッパラの分類ではエウノミア族だが、別の研究者によってかなり小規模な独自の小惑星族を代表する天体とされたこともある。
1886年5月4日にドイツ西部のデュッセルドルフにおいて、ドイツの天文学者ロベルト・ルターによって発見された。ギリシア神話に登場する幸運の女神テュケにちなんで名づけられた。